# Gult damm
Gult damm är ett årstidsbundet meteorologiskt fenomen som drabbar stora delar av Östasien under vårmånaderna. Dammet härstammar från ökenområdena i Mongoliet, norra Kina och Kazakstan, där kraftiga vindar och intensiva dammstormar skapar tjocka moln av fina, torra jordpartiklar. Dessa moln förs sedan med vinden österut och passerar över Kina, Nord- och Sydkorea, samt Japan och delar av östra Ryssland. Ibland kan vindarna bära partiklarna mycket långt. Koncentrationer som påverkar luftkvalitén har uppmätts så avlägset som i USA.

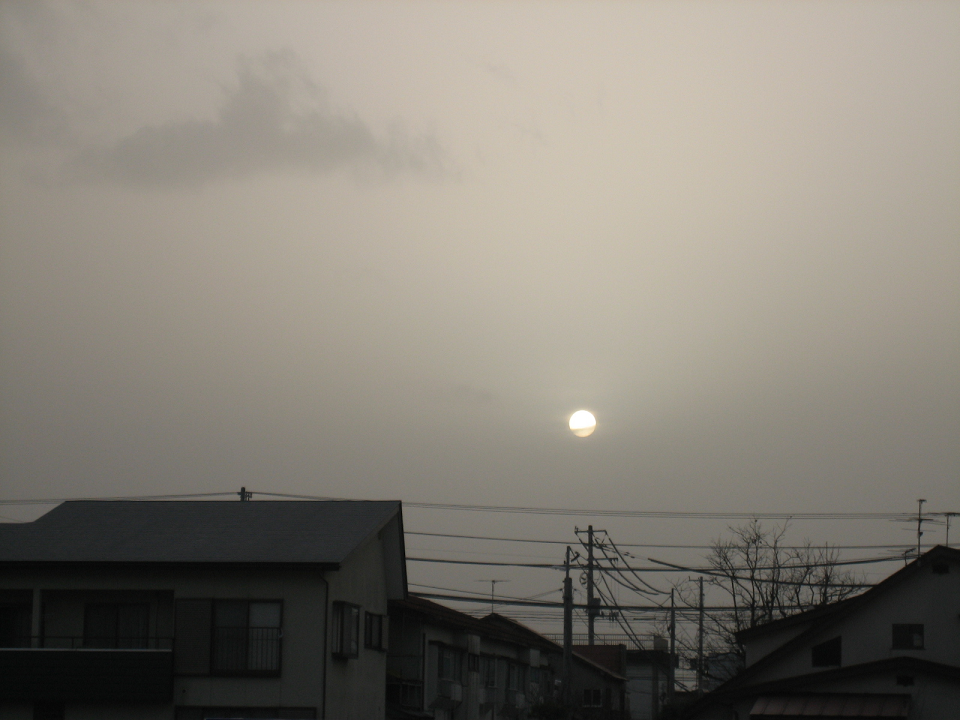
Gult damm skymmer solen över Aizu-Wakamatsu, Japan,
2007-04-02

## Orsaker
Under det senaste årtiondet har det gula dammet blivit ett allvarligt problem eftersom det för med sig industriföroreningar.
I Kina har under de senaste åren miljön skadats på grund av alltför hårt utnyttjade betesmarker och kraftigt utbyggd industri. Samtidigt har man inte brytt sig om att följa standardkrav beträffande luftens kvalitet. Till detta kommer omfattande förbränning av kol utan behövlig filtrering av utsläppen. I Kazakstan har en misslyckad jordbrukspolitik torrlagt Aralsjön, varvid den gamla sjöbottnen blottlagts.

## Skadliga ämnen
Svavel, sot, aska, kolmonoxid och andra giftiga ämnen, inklusive aluminium och tungmetaller såsom kadmium, bly, zink, samt andra cancerframkallande ämnen följer ofta med dammstormarna. De kan även innehålla virus, bakterier, svamppartiklar, bekämpningsmedel och ftalater. Forskare har varit medvetna om att dammoln kan föra med sig bakterier och virus. Enligt mikrobiologen Dale W. Griffin har de flesta antagit att solens ultravioletta ljus skulle sterilisera molnen, men nu har man funnit att detta inte stämmer. 

## Följder
I drabbade områden minskar sikten, och man vet att dammet orsakar en rad hälsoproblem bl a ont i halsen och andnöd hos för övrigt friska personer. Vid svåra utbrott rekommenderas att vistas så lite som möjligt utomhus. För personer som redan lider av astma eller luftvägsinfektioner kan det vara livsfarligt. Man har för ett drabbat område kunnat visa att dammet ökade dödligheten med 1,7 %.
Trots att sanden i sig inte är skadlig för jordmånen, så ger ändå svavelutsläppen upphov till surt regn som är skadligt för jordbruket. Vidare avsätts aska, sot och miljöfarliga tungmetaller samt farligt biologiskt material som täcker marken och på sikt kan påverka odlingar och grundvattnet.
Dammvädret påverkar i synnerhet de vilda djuren och deras vistelseområden och möjligheter till föda. Giftiga tungmetaller stör deras reproduktionsförmåga. Koralldjur är särskilt utsatta. De giftiga ämnena vandrar sedan genom födoämneskedjan från fisk till högre däggdjur.
En följd av den minskade sikten blir inställda flygningar, problem med markbundna transporter och olika utomhusverksamheter. Detta leder i sin tur till försämrad ekonomi inom många verksamhetsområden.
Från Japan har rapporterats gulnad tvätt.
En notis i Korea Times ger ett exempel på ekonomisk skada av det gula dammet. Enligt tidningen kostade rengöring av ett enda jumbojetplan från gult damm 3 miljoner won (ca 22 tusen kronor), 23 kubikmeter vatten och 6 timmars arbete.

## Allvarliga storskaliga effekter
I Shanghai nådde 2007-04-03 luftkvalitetsindex värdet 500 . I USA anses 300 "Riskabelt" och allt över 200 "Ohälsosamt". Värden uppmätta 2007 har tidigare aldrig överträffats.
Utbredningen av ökenområden i Kina har ökat. 1 740 000 km² är förtorkade och spräcker levnadsförhållandena för 400 miljoner människor. De direkta ekonomiska skadorna uppgår till 54 miljarder yuan, ca 48 miljarder kr (2007) per år enligt den kinesiska skogsvårdstyrelsen SFA (State Forestry Administration). Dessa tal är troligen grovt underskattade eftersom de bara avspeglar direkta följder utan hänsyn till sekundära effekter såsom medicinsk påverkan, nedsmutsning o.s.v.; ej heller följder i grannländerna.
Den globala uppvärmningen och El Niño påverkar det asiatiska gula dammet i så måtto att drivisar som bildats under vintern kan binda damm från land och föra det med sig till nya områden.

## Mildring av skadorna
På senare år har Sydkorea och Folkrepubliken Kina deltagit i försök med återplantering av skog i de områden, som är källa till det gula dammet. Detta har dock inte haft någon nämnvärd effekt. I april 2006 registrerade sydkoreanska meteorologer den värsta gula sandstormen på 4 år.
Japan har bidragit med pengar, utrustning och kunskap för installation av svavelfilter i kolanläggningar i Kina. Trots detta är det bara få anläggningar som verkligen har installerat svavelfilter.
Kina har också, med internationellt stöd, börjat plantera träd i ökenområden. Det uppges att 12 tusen miljoner träd har planterats. Vindarna är emellertid så starka i somliga områden att träden blåser omkull eller helt täcks av sand. För övrigt har det rapporterats att man i Kina mången gång bara färgat backsluttningar gröna i stället för att plantera träd.
Ett lyckat resultat rapporteras från kinaprovinsen Ningxia vid Gula flodens övre lopp. I naturskyddsområdet Shapotou har man bundit sanden genom att placera meterstora kvadratiska stycken av vetehalm i sanden över hela 12 km² av Tenggeli-öknen.  Efter 4 år och med hjälp av konstbevattning har man här lyckats odla så mycket vin att man 2006 kunde skörda 10 ton druvor för vinproduktion. Öknen minskar nu med 7,3 % om året, men ännu 2007 är 57 % av Ningxia-provinsen öken.
Ett problem i detta projekt är att vattenuttaget ur Gula floden är så stort att det blir sjunkande nivåer längre ned i floden, som miljoner av kineser är beroende av som vattenkälla. Detta leder naturligtvis till protester från den del av befolkningen, som lever där. Ett annat framtida hot är att glaciärerna i Tibet, där Gula flodens källor ligger, håller på att smälta bort p.g.a. den globala uppvärmningen (växthuseffekten), vilket på sikt kan leda till vattenkris för 140 miljoner kineser längs Gula floden.
Att man binder ökensanden i Ningxia betyder en hel del för minskningen av gult damm i Peking och därbortom, eftersom två av vanliga vindbanor mot Peking drar fram just över Ningxia.

## Lokala namn på fenomenet
Lokalbefolkningen har diverse namn på de asiatiska dammolnen, som alla betyder Gult damm eller Gul sand. Några exempel:
- "Hwang-sa" (황사, 黃沙/黃砂) på koreanska
- "Huangsha" （黄砂）på kinesiska
- "Hoàng Sa" (黄砂) på vietnamesiska
- "Kousa" (黄砂) på japanska

## Dammets sammansättning
En analys av damm-molnens beståndsdelar, som gjordes i Kina 2001, visade på höga koncentrationer av kisel (24 %–32 %), aluminium (5,9 %–7,4 %), kalcium (6,2 %–12 %) och järn. Flera slags giftiga ämnen konstaterades också. Tyngre material, såsom de hälsovådliga ämnena  kvicksilver och kadmium som uppkommer vid kolförbränning, anses falla ur molnen närmare dessa källor och inte föras med molnen långväga.
Sarah O'Hara, verksam vid University of Nottingham i England, skriver emellertid i tidskriften The Lancet att detta inte betyder att effekterna är svårast närmast dessa källor. Befolkning längre bort från källorna utsätts oftare för de små, nästan osynliga partiklarna, som de omedvetet kan andas in djupt i lungorna, medan grövre dampartiklar är för stora för att komma djupt ner i lungorna.  Sedan de finaste partiklarna kommit ner i lungorna kan de så småningom såra lungvävnaderna och på lång sikt ge upphov till cancer och andra lungsjukdomar.
I en amerikansk studie, där man undersökte innehållet i sandstormar över Colorado fann man också kolmonooxid, som eventuellt hade uppsugits i molnen, när de passerade över industrialiserade områden i Asien.

## Historiska noteringar
Några av de allra äldsta noteringarna om sandstormar finns i antika kinesiska skrifter.  Man tror att den första kinesiska noteringen om nedfall av gult damm finns i Zhu Shu JiNian, 竹书纪年, Bambukrönikan. Där sägs "帝辛五年，雨土于亳", vilket betyder "I Di Xins femte år  regnade det damm i Bo". (Bo är en ort i Henan-provinsen i Kina.)
Den äldsta kända noteringen om nedfall av gult damm i Korea är från år 174 i nutida tideräkning under Silladynastin. Dammet kallades 雨土, "Woo-To" och troddes på den tiden vara sänt av en vred gud i stället för regn eller snö.
Enstaka noteringar om nedfall av gult damm förekommer även från Baekje-, Koguryo- och Joseon-områdena.